# Ilex kunthiana
Ilex kunthiana, llamada comúnmente palo mulato o palo blanco, es una especie de la familia Aquifoliaceae.

## Descripción
Alcanza 3 m de altura. Corteza blanca lisa. Ramoso. Hojas agrupadas hacia los ápices de las ramas, gruesas, coriáceas, oblongo-elípticas, aserradas con resaltos, haz lustrosa, envés glauco, ásperas en el limbo de las hojas. Flor con pedicelos muy cortos, agrupados en la base de a tres, sépalos verdes y pétalos blancos.

## Distribución y hábitat
Se distribuye por Panamá, Colombia, Venezuela y Ecuador.
Habita los bosques altoandinos.